# 墨西哥鼠尾草
墨西哥鼠尾草（學名：Salvia divinorum），俗名預言者鼠尾草（Diviner's Sage）、先知鼠尾草（Seer's Sage）、Ska María Pastora，是一種唇形科、鼠尾草屬植物，又名迷幻鼠尾草；是屬於亞熱帶、多年生的草本植物，喜愛濕熱(15~27℃)環境，長相和薰衣草有些類似，較為高大，長得很快，6個月內可長到2公尺高，會開出紫紅色的花朵。居家種植很容易，避免強烈日照，沒有特別的香味，很難以查覺。內含活性成分Salvinorin A（丹酚-A），它能引發幻視以及其他幻覺，是一種精神藥物。原生於墨西哥瓦哈卡州山區的雲霧森林中，是墨西哥瓦哈卡州（Oaxaca）的特有種，在當地是亞馬遜原住民用於宗教的通靈儀式，深受女巫們的喜愛。

## 毒理学
墨西哥鼠尾草的成分丹酚-A （Salvinorin A）可以誘發一種稱為「kappa型阿片受體」蛋白，繼而擾亂人的思想，而kappa型阿片受體就可以影響情緒、思想、記憶和上癮行為。有類似大麻或迷幻藥LSD的作用，剛開始使用時，有情緒放鬆及欣快感，心情愉悅地無法控制的大笑，持續使用後，會引起暈眩及口齒不清，漸漸地讓人產生幻視、幻聽以及幻覺和精神錯亂。
台灣原生種鼠尾草，種類也有許多種，卻不含Salvinorin A(丹酚-A)的成分，大多作為芳香及園藝觀賞用植物，不會有濫用的危害；但是墨西哥鼠尾草濫用會導致肢體動作紊亂、情緒暴躁和思想混亂，具有強力迷幻作用，現在已經有很多國家禁止使用。

## 管制
國際上已有許多國家開始管制，香港於2012年將墨西哥鼠尾草及其成分丹酚-A歸類為危險藥物，對其販運、製造、管有、供應、進口及出口實施嚴格管 制，最高可被判罰款 500萬元及終身監禁。美國許多州、韓國、日本、澳洲、英國也都立法列管禁止使用，台灣已於111年7月4日公告將「墨西哥鼠尾草（Salvia divinorun）」及「沙維諾林A」（Salvinorin A）增列為第三級毒品。期望降低或杜絕此有害植物及其製品的危害，維護國人的身心健康。